# Lena T. Hansson
Lena Teresia Hansson (Stoccolma, 18 maggio 1955) è un'attrice e regista svedese, vincitrice del premio Guldbagge come miglior attrice.

## Biografia
Appassionata di recitazione da bambina, da adolescente cerca di accedere all'Accademia Nazionale di Arte Drammatica ma non viene accettata. Continua comunque il suo percorso attoriale e debutta nel 1974 nella sua prima pellicola cinematografica. Il regista del film, Kjell Grede, colpito dall'interpretazione della giovane la persuade a tentare nuovamente l'iscrizione alla scuola nazionale, dove viene accettata nel 1976. Diplomatasi nel 1978, entra a far parte stabilmente della compagnia del Teatro Nazionale, dove rimane fino al 1994.

## Vita privata
Legata all'attore Peter Haber dalla metà degli anni novanta, con cui ha avuto un figlio, ne ha un altro avuto da una precedente relazione nel 1986.

## Filmografia parziale

### Cinema
- Livsfarlig film, regia di Suzanne Osten (1988)

## Riconoscimenti
- Guldbagge
  - 1989 - Miglior attrice per Livsfarlig film